# Eva Weaver
Eva Weaver ist eine deutsch-britische Performance-Künstlerin und Schriftstellerin.

## Leben
Eva Weaver zog 1995 von Deutschland nach Großbritannien. Sie lebt in Brighton.
Weaver absolvierte eine Ausbildung in Kunsttherapie am Goldsmiths College, studierte ab 2000 Kunst und Medien an der University of Westminster (M.A.) und ab 2002 Performance an der Queen Mary University (M.A.) Sie arbeitet als Performance-Künstlerin, als Coach und als Kunsttherapeutin.
Weaver veröffentlichte 2013 ihren ersten Roman The Puppet Boy of Warsaw über das Warschauer Ghetto.

## Werke
- The Puppet Boy of Warsaw. London : Weidenfeld & Nicolson, 2013
  - Jakobs Mantel : Roman. Übersetzung Werner Löcher-Lawrence. München : Droemer, 2013
- The Eye of the Reindeer. London : Weidenfeld & Nicolson, 2016